# Критически реализъм
Критическият реализъм е термин в марксисткото литературознание, означаващ литературния и художествения реализъм като направление в литературата и изкуството от втората половина на 19 век или реализма, предшестващ социалистическия реализъм (тоест терминът има разграничителен смисъл) . В английски език терминът (critical realism) има различно значение и се отнася до реализма във философията, научния реализъм и т.н.

## В литературата
Като литературно направление критическият реализъм възниква и се утвърждава през втората четвърт на 19 век.
Писателите критически реалисти изследват обществото, в което живеят, разкриват действителните причини на явленията в живота и като художници на словото казват само истината, каквато и да е тя.
Представители на критическия реализъм са Стендал, Ги дьо Мопасан, Оноре дьо Балзак, Гюстав Флобер, Алфонс Доде, Анатол Франс, Чарлз Дикенс, Уилям Текери, Шарлот Бронте, Бърнард Шоу и др.

## В изобразителното изкуство
Възниква като реакция срещу академизма и романтизма, широко разпространени в западноевропейското изкуство през 19 век. Художниците реалисти изобразяват действителността, дори когато тя е непривлекателна. Недъзите на обществото са една от темите в тяхното изкуство. При пресъздаване на природата, хората и предметите в своите произведения те ползват натурата. Сюжетите им са почерпани от реалния живот. Представители на течението във Франция са Жан-Франсоа Миле, Гюстав Курбе, Оноре Домие.